# Sverige (1915)
Sverige, även kallad F-båten, officiellt  HM Pansarskepp Sverige, var ett pansarskepp i svenska Kungliga flottan. Fartyget var det första i Sverige-klassen, som hon utgjorde tillsammans med Drottning Victoria och Gustaf V. Sverige sjösattes den 3 maj 1915 vid Götaverken i Göteborg och levererades till marinen den 14 maj 1917. Huvudbestyckningen utgjordes av fyra 28 cm kanoner och sekundärbestyckningen av åtta 15,2 cm kanoner. Under mellankrigstiden genomgick fartyget ett flertal moderniseringar, och var vid andra världskrigets utbrott ett av de mest slagkraftiga fartygen i den svenska flottan. Fartyget avrustades år 1947, utrangerades 1953 och såldes 1958 för skrotning i Karlskrona.

## Utformning
Sverige var 119,72 meter lång, 18,63 meter bred och hade ett djupgående på 6,25 meter. Skrovet var byggt av nitat stål med överlappande plåtar, och hade pansarplåt i vattenlinjen samt på däcket. Fören var utformad som en rammstäv, och fördäcket hade rundade övergångar mot fartygssidan, vilket var de utseendemässigt största skillnaderna mellan Sverige och hennes systerfartyg Drottning Victoria och Gustaf V.
Då Sverige byggdes fanns utrymme för en besättning på totalt 443 man.

### Maskineri
Maskineriet utgjordes av tolv koleldade pannor i fyra eldrum som levererade ånga till två ångturbiner. Pannorna placerades i två grupper om sex stycken, vilket innebar att fartyget behövde två skorstenar. Vid högsta fart levererade pannorna 132 ton ånga per timme med 18 bars tryck, och man behövde då elda 270 ton kol per dygn. Då man inte var säker på att kunna elda så mycket kol under en längre tid, utrustades varje panna dessutom med två oljebrännare, vars oljeförråd räckte till 20 timmars forcering. Turbinmaskineriet bestod av två aggregat med två turbiner vardera. En högtrycksturbin, med inbyggd backturbin, kopplades på den yttre axeln, och en lågtrycksturbin på den inre. Således fick fartyget alltså fyra propelleraxlar och fyra propellrar. Maskineriet avgav en maximal effekt på 20 000 hästkrafter, vilket resulterade i en maxfart på 22,5 knop.
Den vanligaste utländska maxfarten på slagskepp vid sjösättningen var 21 knop.

### Bestyckning
Sveriges huvudartilleri bestod av fyra 28 cm kanoner som var placerade i två dubbeltorn, ett i fören och ett i aktern. Projektilerna till dessa vägde 305 kg och skottvidden var 19 600 meter. Sekundärartilleriet utgjordes av åtta 15,2 cm kanoner m/12. Dessa satt i sex enkeltorn, tre på varje sida, och ett dubbeltorn akter om den förliga 28 cm kanonen. Det lätta artilleriet bestod av fyra 75 mm kanoner m/15 och vidare fanns två 57 mm kanoner, två 6,5 mm kulsprutor samt två 45,7 cm undervattenstorpedtuber i förskeppet.

## Historia

### Bakgrund
Fartyget kom till genom 1910 års debatt om försvarsfrågan, då högerpartierna bland annat förordade byggandet av en större, förstärkt pansarbåt, den så kallade F-båten. När så regeringen Staaff beslutade att skjuta upp byggandet av F-båten, uppstod kraftiga protester, vilka tog sig uttrycket i en insamling med privata medel i den så kallade Pansarbåtsinsamlingen 1912. Pengar flöt in i snabbare takt än vad någon beräknat, och därmed kunde Kungliga Marinförvaltningen och Pansarbåtsföreningen – som skött insamlingen – snart lägga sin beställning vid Götaverken. Även Kockums, Lindholmens varv och Bergsunds verkstäder samt ett antal andra företag var involverade i bygget. Bofors var huvudleverantör av bestyckningen samt pansarplåten. Sverige, med byggnadsnummer 333, var Götaverkens dittills största sjösättning.

### Byggnation och leverans

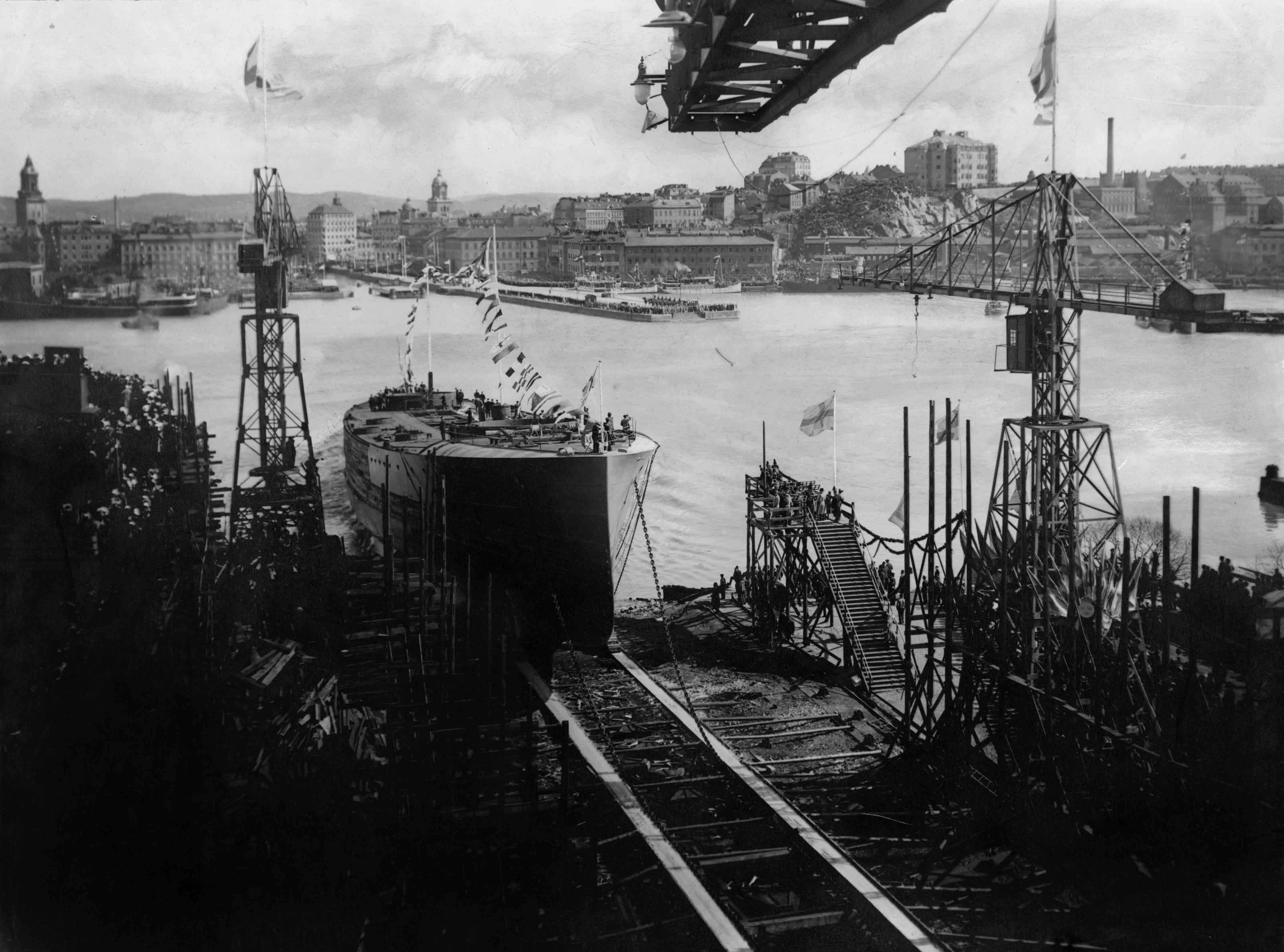
Sverige sjösätts vid Götaverken den 3 maj 1915.

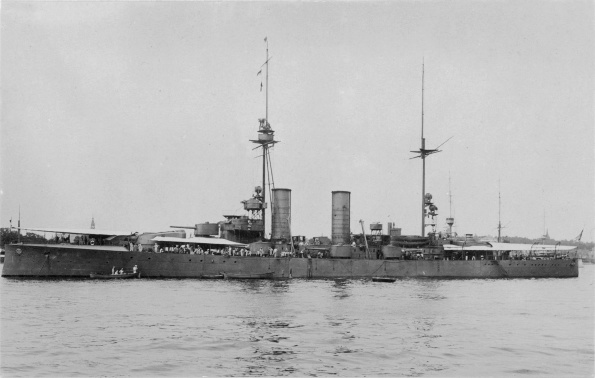
Tidig bild på Sverige, förmodligen på 1910-talet.

Sverige sjösattes den 3 maj 1915, och var då det största och tyngsta fartyg som någonsin sjösatts i Sverige. Närvarande var bland andra kung Gustaf V, kronprinsparet, prins Wilhelm, prins Eugen samt statsminister Hjalmar Hammarskjöld. Efter ett kortare tal tryckte konungen på en knapp till en elektrisk ledning, varpå pansarbåten frigjordes från stapelbädden. Sjösättningen avslutades med en konsert på Göteborgs konserthus, följt av bankett på börsen kl. 18. Då fartyget vid sjösättningen ännu inte var mer än bara ett skrov, följde därefter ett omfattande utrustningsarbete. Skrovet lades vid en nybyggd utrustningspir där pansarplåtar, ångpannor, ångturbiner, kanontorn, bestyckning, överbyggnaden, master, skorstenar och all annan utrustning lyftes ombord och monterades. Då de 28 cm eldrören var för tunga för att kunna lyftas av någon enskild kran i Göteborg, var man tvungen att använda två kranar för att kunna lyfta ombord dem.
Totalkostnaden för HMS Sverige uppgick till 13 450 000 kronor (knappt 350 miljoner kronor i 2009 års penningvärde). I tabellen nedan visas hur dessa pengar fördelades mellan fartygets olika avdelningar.
| Avdelning            | Summa         |
| -------------------- | ------------- |
| Artilleriavdelningen | 2 790 000     |
| Torpedavdelningen    | 207 000       |
| Minavdelningen       | 11 000        |
| Nautiska avdelningen | 52 000        |
| Ingenjörsavdelningen | 10 390 000    |
| Totalt               | 13 450 000 kr |

Den 10 maj 1917 fick Sverige sin första besättning och i mitten av samma månad var fartyget färdigutrustat och avgick med besättning från flottan från Göteborg till Karlskrona, där hon skulle dockas för bottenrengöring innan provturerna. I Karlskrona konstaterades att fartyget hade ett deplacement som var 90 ton mindre än det i förväg beräknade, en skillnad som ansågs vara mycket liten. Efter att man i Karlskrona tagit ombord ammunition och inventarier avgick Sverige från Karlskrona för gång mot Stockholm. Den 13 juni 1917 ankrade fartyget för första gången upp på Stockholms ström, och den 14 juni överlämnades fartyget till den kungliga flottan.

### Ålandsexpeditionen 1918

Kustflottan utanför Mariehamn på Åland 1918. Sverige syns som tredje fartyg från vänster. Målning av Erik Pettersson.

Med anledning av finska inbördeskriget fick Sverige i februari 1918 en framställning från Åland om skydd mot oroligheter som kunde uppstå. Den 13 februari skickades en första expedition till Åland med pansarskeppet Thor. Då situationen snabbt förvärrades beslutade man den 17 februari att skicka Sverige och Oscar II till Åland. I all hast skickades patruller ut på stan i Karlskrona, där Sverige och de andra fartygen var belägna, för att samla ihop besättningarna, och dagen efter avgick fartygen på vad som kom att kallas Ålandsexpeditionen 1918. Den 20 februari var man framme vid Arholma och körde in i isen för att avvakta, men redan efter en halvtimme fick man nya order om att direkt fortsätta mot Eckerö på Åland. Väl framme på Åland genomfördes inga stridshandlingar, utan Sverige tjänade mest till att övervaka situationen, och hjälpte till med evakueringen av civilpersoner, som genomfördes med kanonbåten Svensksund.

### Mellankrigstiden
Under våren och sommaren 1918 var Sverige flaggskepp i kustflottan, som under året främst genomförde sina övningar på västkusten. Under denna tid härjade spanska sjukan i landet, vilket gjorde att flera av flottans fartyg delvis togs ur beredskap på grund av att besättningarna insjuknade. Varje dag kom ångslupar för att ta sjuka sjömän i land, och så många dog att man inte hade tid med normala militärbegravningar. Den 4 oktober 1918 avmönstrades Sverige  tillfälligt och lades in på örlogsvarvet i Karlskrona för ombyggnadsarbeten. 
Med anledning av kronprins Gustaf Adolfs giftermål med Louise Mountbatten avgick Sverige tillsammans med Drottning Victoria, samt jagarna Wrangel och Wachtmeister sommaren 1923 till England. Efter att ha mött upp kryssaren Fylgia, som befann sig på utlandsexpedition, inlöpte eskadern den 2 juli till Sheerness. Dagen efter besökte paret Sverige, och efter ett par dagar med bland annat roddtävlingar mot engelska fartygsbesättningar gick fartygen tillbaka till Sverige.

#### Moderniseringar

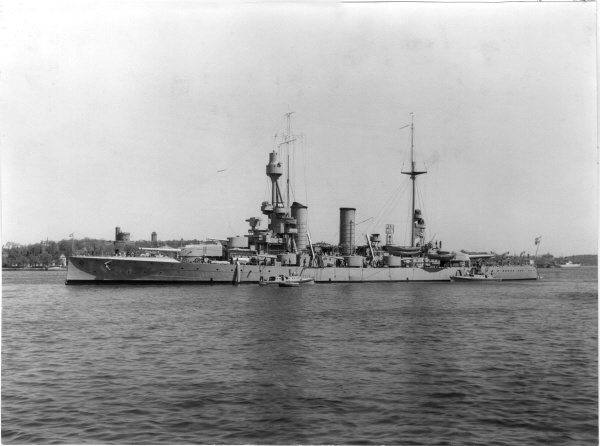
Sverige år 1929, efter att den förliga masten förstärkts.

År 1924–1925 genomgick Sverige sin första större modernisering. Den förliga masten byggdes då om till en tripodmast, i vilken ett centralsikte och en avståndsmätare placerades, och bakom denna byggdes en fristående signalmast. Vidare installerades även provisoriska artillericentraler i lediga utrymmen i förskeppet.
Nästa större modifiering kom år 1931–1933, då torpedrummen i förskeppet byggdes om till artillericentraler, ventilationssystemet förbättrades och paravaner installerades. Vidare byggdes ett nytt däckshus på överbyggnaden för nytt luftvärnsartilleri. Detta leddes från en ny luftvärnscentral, som installerades i kylmaskinsrummet i aktra hålskeppet. Dessutom kröktes den förliga skorstenen akterut, för att minska problem med att avgaserna insvepte märsen.
År 1936 bestämdes det att Sveriges luftvärnsartilleri skulle förstärkas och att huvud- och sekundärbestyckningen skulle moderniseras. Dessutom skulle oljeeldning införas på sex av de tolv ångpannorna. År 1938 meddelade emellertid marinförvaltningen att pannorna var i så dåligt skick att de behövde bytas ut, och man beslutade därför att ersätta samtliga koleldade pannor med fyra oljeeldade, i varsitt eldrum. Den främsta anledningen till att oljeeldning valdes, trots högre kostnader för modifieringen, var att koleldning ger upphov till stora mängder avgaser som skymde sikten, vilket blivit tydligt bland annat år 1936 då Drottning Victoria varit tvungen att avbryta en luftvärnsövning på grund av att röken dolde målen.
Den 15 mars 1939 lades Sverige in på Karlskrona örlogsvarv för ombyggnationen. Några av kolboxarna byggdes då om till oljetankar, och då dessa tog upp mindre plats än kolförråden kunde vissa av boxarna byggas om till mässar. Förutom förändringarna i pannanläggningen byggdes ammunitionsdurkarna för huvud- och sekundärartilleriet om för ny ammunition. Signalmasten ersattes med stång och spröt och 90 cm strålkastarna ersattes med 110 cm gyrostabiliserade strålkastare. Vidare monterades 4 stycken 40 mm lvakan m/36. När andra världskriget bröt ut blev man mycket angelägen om att ombyggnationen skulle genomföras så fort som möjligt, vilket innebar att flera planerade mindre modifieringar, såsom vissa inredningsarbeten, ställdes in. Den 9 april 1940 kunde rustningen påbörjas och fartyget sattes därefter åter in i kustflottan.

### Andra världskriget

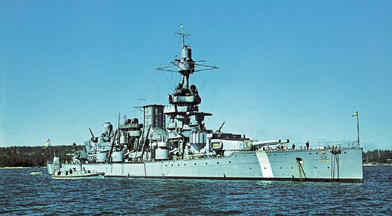
Sverige under andra världskriget med påmålade vita neutralitetsband. Den förliga skorstenen har nu krökts bakåt.

Då Sverige åter togs i tjänst var hon en välbehövlig förstärkning till det svenska försvaret. Ockupationen av Danmark och Norge, och därtill även försvagningen av Finland, hade allvarligt försämrat landets strategiska läge. Försvaret av hela Sveriges ostkust måste nu övertas av marinen.
Den 17 juli 1940 inträffade en explosion i pannanläggningen på Gustav V, som då var flaggskepp, varför flaggen flyttades över till Sverige, som förblev flaggskepp under återstoden av kriget. Vintern 1940/1941 blev mycket sträng, vilket medförde att isen låg fast i Sveriges skärgårdar. På grund av detta bedömde man att det fanns en risk att utländska soldater vid en eventuell invasion skulle kunna landsättas på isen, varför Sveriges och andra fartygs besättningar även övades för att kunna strida som infanterister på isen. Fartyget sprejades dessutom med en kalkbaserad vitfärg, vilket förbättrade maskeringen.
Den 18 januari 1941 råkade ubåten Svärdfisken i undervattensläge kollidera med Sverige. Ubåten fick svåra skador och bogserades av Sverige till Stockholms örlogsvarv, där båda fartygen dockades. Sverige erhöll endast skador på babords inre propeller och hylsa.
Den 7 maj 1945 kapitulerade Tyskland, och andra världskriget tog slut i Europa. Flottans beredskap fortsatte oförändrad fram till den 16 maj, då man beslutade att inte längre mörklägga fartygen nattetid. Den 6 juni genomfördes en skjuttävling, och dagen efter inlöpte hela kustflottan till Stockholm. Kung Gustaf V kom där ombord på Sverige och på fartygets halvdäck delade han ut tävlingens priser, och tackade även kustflottan för god vakt under krigsåren.

## Utrangering

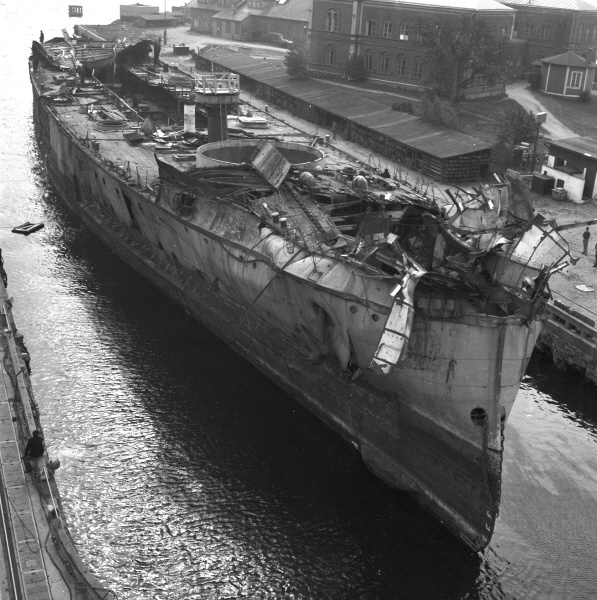
Sverige skrotas i Karlskrona.

Den 11 augusti 1947 halades befälstecknet för sista gången ned från Sveriges topp. I fartygets krönikebok skrevs därefter följande rader:
| ” | Skeppets plats å örlogsvarvet i Karlskrona är bestämd till nocken av Laget, där hon skall ligga och alltid med sin siluett påminna om gamla tider och stolta traditioner. | „ |

Sverige utrangerades slutligen den 30 januari 1953 och såldes år 1958, vartefter hon skrotades i Karlskrona. Sedan 1986 står den ena av fartygets kanoner uppställd på Rävåskullen i Karlskoga, där den placerades till stadens 400-årsjubileum.
Nedan följer en sammanställning över fartygets tjänst i flottan.
| Första påeldning av pannorna                             | 1917-05-10 08:30 |
| Första starten av turbinerna                             | 1917-05-15 08:30 |
| Avmönstrad efter sista expedition:                       | 1947-12-08       |
| Total tid mellan första påeldning och sista avmönstring: | 30 år 115 dygn   |
| Total tid i linjeflottan                                 | 11 072 dygn      |
| Rustad tid                                               | 7 326 dygn       |
| Rustad i förhållande till total tid                      | 66,3%            |
| Maskineriets gångtid                                     | 13 455 timmar    |
| Gångtid i förhållande till rustad tid                    | 7,67%            |
| Tillryggalagd distans                                    | 220 281 km       |
| Medelfart under gångtiden                                | 8,84 knop        |